# Robert Arrak
Robert Arrak (* 1. April 1999 in Tallinn) ist ein estnischer Eishockeyspieler, der seit 2023 beim JKH GKS Jastrzębie in der Polska Hokej Liga spielt.

## Karriere
Robert Arrak begann seine Karriere bei den HC Unistars Tallinn in seiner Geburtsstadt. Mit 14 Jahren wechselte er zu den Espoo Blues nach Finnland, wo er alle Juniorenteams von der C- bis zur A-Jugend durchlief. Im November 2016 wechselte er zu den Cedar Rapids RoughRiders in die United States Hockey League, wo er die Saison beendete. Anschließend kehrte er nach Finnland zurück und spielte für Jokerit in der Nuorten SM-liiga sowie auf Leihbasis auch für Kiekko-Vantaa in der Mestis der Herren. 2018/19 stand er bei Vaasan Sport unter Vertrag und spielte dort sowohl in der Liiga, als auch in der Nuorten SM-liiga. Nachdem er die Spielzeit 2019/20 in der zweiten Mannschaft des EC Red Bull Salzburg in der Alps Hockey League verbracht hatte, kehrte er nach Finnland zurück und gewann 2021 mit Rauman Lukko die finnische U20-Meisterschaft. Anschließend wechselte er in die Polska Hokej Liga, wo er nach Stationen beim KS Toruń und KS Cracovia seit 2023 beim JKH GKS Jastrzębie spielt.

### International
Im Juniorenbereich spielte Arrak bei der U18-Weltmeisterschaft 2014 ebenso in der Division II, wie bei den U20-Weltmeisterschaften 2015, 2016 und 2017.
Für die estnischen Herren nahm Arrak erstmals an der Olympiaqualifikation für die Winterspiele in Pyeongchang teil. Später spielte er bei den Weltmeisterschaften 2017, 2018, 2019, 2022 und 2023 in der Division I. Auch bei der Olympiaqualifikation für die Winterspiele in Peking 2022 vertrat er seine Farben.

## Erfolge und Auszeichnungen
- 2014 Aufstieg in die Division IIA bei der U18-Weltmeisterschaft der Division IIB
- 2020 Finnischer U20-Juniorenmeister mit Rauman Lukko
- 2023 Topscorer der Vorqualifikation für die Olympische Winterspiele 2026, Gruppe K